# Theobroma grandiflorum
Il cupuaçu (Theobroma grandiflorum (Willd. ex Spreng.) K.Schum.), chiamato anche cupuassu e copoasu, è un albero delle foreste pluviali tropicali imparentato con il cacao. Comune in tutto il bacino dell'Amazzonia, è largamente coltivato nelle giungle della Colombia, del Perù e del nord del Brasile, con le più grandi produzioni nel Pará, seguite da Amazonas, Rondônia e Acre.

## Descrizione

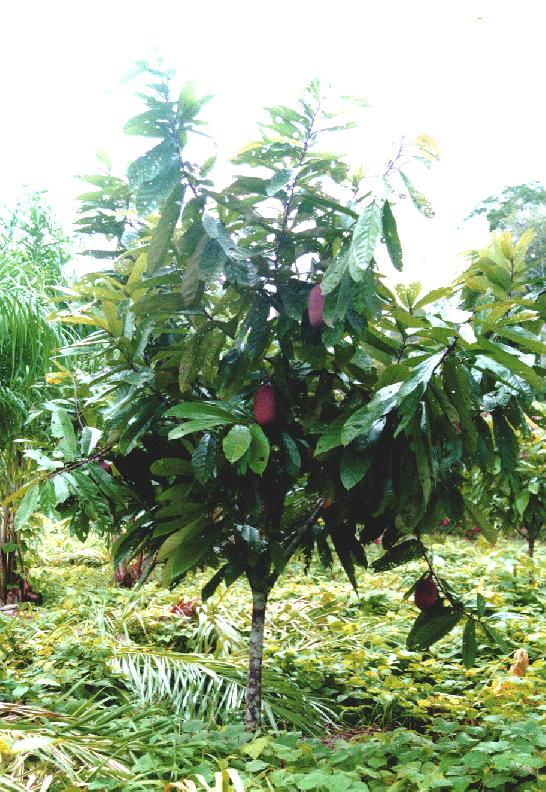
Albero di cupuaçu

L'albero di cupuaçu generalmente ha altezze comprese tra i 5 e i 15 metri, sebbene alcuni esemplari possano raggiungere i 20 metri. Gli alberi hanno una corteccia marrone. Le loro foglie sono lunghe 25-35 centimetri e larghe 6-10 centimetri, con 9 o 10 coppie di venature. Nel maturare le foglie cambiano colore dal rosa verde al verde, e in seguito le piante cominciano a sviluppare frutti. 

### Frutto
I frutti di cupuaçu sono lunghi, marroni, e lanuginosi, lunghi 20 centimetri, pesanti 1-2 kilogrammi, e coperti da un esocarpo spesso 4–7 millimetri e duro. La bianca polpa del frutto di cupuaçu ha una fragranza unica (descritta come un misto di cioccolato ed ananas), e contiene teacrina (acido 1,3,7,9-tetrametilurico) invece delle xantine (caffeina, teobromina e teofillina) presenti nel cacao. È spesso usata per confezionare desserts, succhi e dolciumi. Il succo ha principalmente un aroma di pera, con un po' di banana.

## Ecologia
Il cupuaçu ospita la farfalla "lagarta verde" (Macrosoma tipulata, Hedylidae) che può divenire un importante defogliatore.

## Fitochimica
Il cupuaçu è propagandato come possibile superfrutto in base alle sue sostanze fitochimiche, come i tannini, la theograndine I e II, e flavonoidi, tra cui catechine, quercetina, kaempferolo e isoscutellareina. La produzione commerciale di prodotti del cupuaçu comprende integratori alimentari, pillole, bevande, frullati, dolciumi e cosmetici

## Usi
La polpa del frutto è usata anche in prodotti cosmetici come lozioni per il corpo, poiché è altamente idratante, similmente al burro di cacao. Anche il suo legno è utilizzato spesso. Data la sua ricchezza di potassio e magnesio, il cupuaçu può essere di sostegno per chi svolge una qualsiasi attività sportiva. Dai suoi semi si ricava il cioccolato, chiamato cupulate.